# ヤクヤモリ
ヤクヤモリ (Gekko yakuensis) は、爬虫綱有鱗目ヤモリ科ヤモリ属に分類されるトカゲ。

## 分布
日本（九州南部およびその周辺の島嶼、種子島、馬毛島、屋久島）固有種
種小名yakuensisは「屋久産の」の意。模式産地は屋久島町安房。

## 形態
頭胴長オス5.7 - 6.6センチメートル、メス6.1 - 6.7センチメートル。背面の体色は灰褐色や緑褐色で、左右に分かれた暗色斑が入る個体が多い。腹面には暗色斑が入り、虫食い状になる個体もいる。鼻孔が開口した鱗（鼻板）の間にある鱗（鼻間板）が大型。
オスの総排泄孔の前部の鱗にある穴（前肛孔）の数は3 - 8個（主に5 - 6個）だが、ミナミヤモリと比較して明瞭ではない。

## 生態
主に常緑広葉樹林やその林縁に生息するが、これらに隣接した道路脇の壁面や民家などの人工物に生息することもある。海岸の岩場でもよくみられるが、植生のない環境は好まない。
昆虫などの無脊椎動物を食べる。
繁殖様式は卵生。6 - 9月に、ガジュマルの窪みや岩の隙間などに1回に2個の卵を産む。森林内の廃墟の壁面に、大量の卵が産みつけられることもある。

## 人間との関係
開発や護岸開発による生息地の破壊、およびそれに伴い本種より開けた環境を好み生息場所を拡大しているニホンヤモリやミナミヤモリとの競合、ミナミヤモリとの交雑による遺伝子汚染などが懸念されている。九州南部では本種とミナミヤモリとの交雑個体が広い範囲でみられ、屋久島にもミナミヤモリが侵入し交雑個体が確認されている。九州南部や屋久島では、人為的に移入されたキノボリトカゲとの競合による影響も懸念されている。
絶滅危惧II類 (VU)（環境省レッドリスト）